# Ghiaccio secco

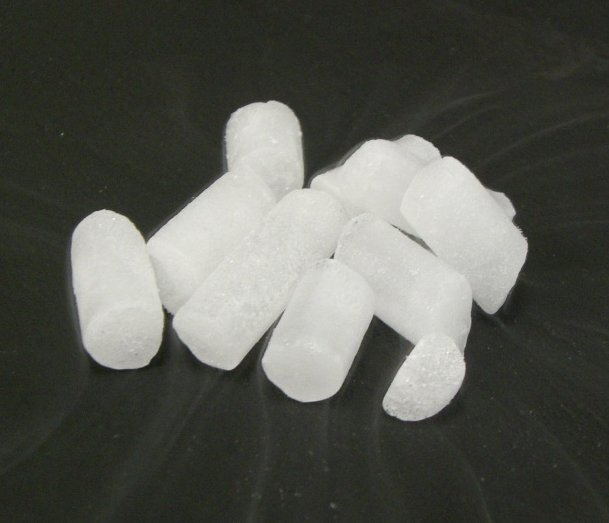
Pellet di ghiaccio secco esposti all'aria.

Il ghiaccio secco è l'anidride carbonica (formula chimica: CO2) allo stato solido, che si ottiene quando la temperatura raggiunge i −78 °C (a pressione atmosferica). Ha numerose applicazioni soprattutto in campo medico e di conservazione al freddo.
Viene definito "secco" perché in condizioni di pressione standard l'anidride carbonica passa dallo stato solido a quello gassoso per sublimazione ovvero senza passare per lo stato liquido.
La sua densità corrisponde a 1562 kg/m³ a -78,5 °C, maggiore della densità della stessa anidride carbonica in forma liquida (1022 kg/m³ a -18 °C).

## Produzione

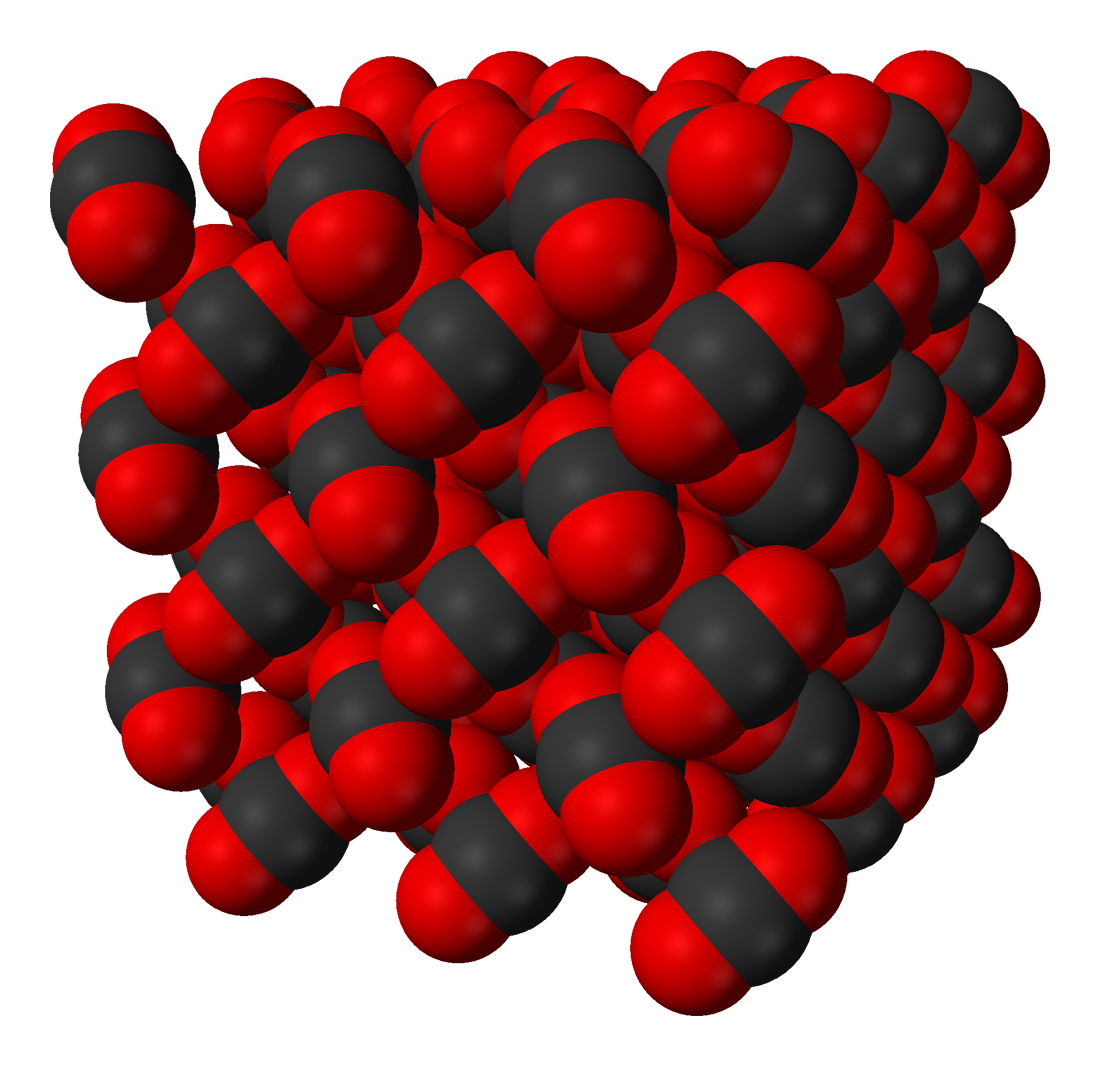
Struttura cristallina del ghiaccio secco.

Per produrlo generalmente si utilizzano delle scatole apposite, comunemente chiamate Dry-Ice box, da collegare direttamente alla bombola di anidride carbonica. Infatti la CO2 passa dallo stato gassoso a quello liquido se portata ad una pressione di circa 200 bar. In questo modo viene facilmente trasportata all'utilizzatore finale per mezzo di bombole. Facendo poi espandere la CO2 liquida all'interno della Dry Ice Box si ottiene il passaggio dallo stato liquido a quello solido, neve carbonica. Questa neve, per mezzo della pressione della bombola tarata a 6 bar, si concentra nella camera d'espansione fino a formare un blocco di ghiaccio secco oppure può essere prodotto a livello industriale con impianti di pressatura oleodinamici dove le caratteristiche del prodotto sono migliori. Tipicamente il peso di un blocco formato con questo sistema è di 750 grammi. Va manipolato con guanti da lavoro o termici in quanto tale prodotto può provocare ustioni da freddo (la sua temperatura è di -78,6 °C).

## Impiego

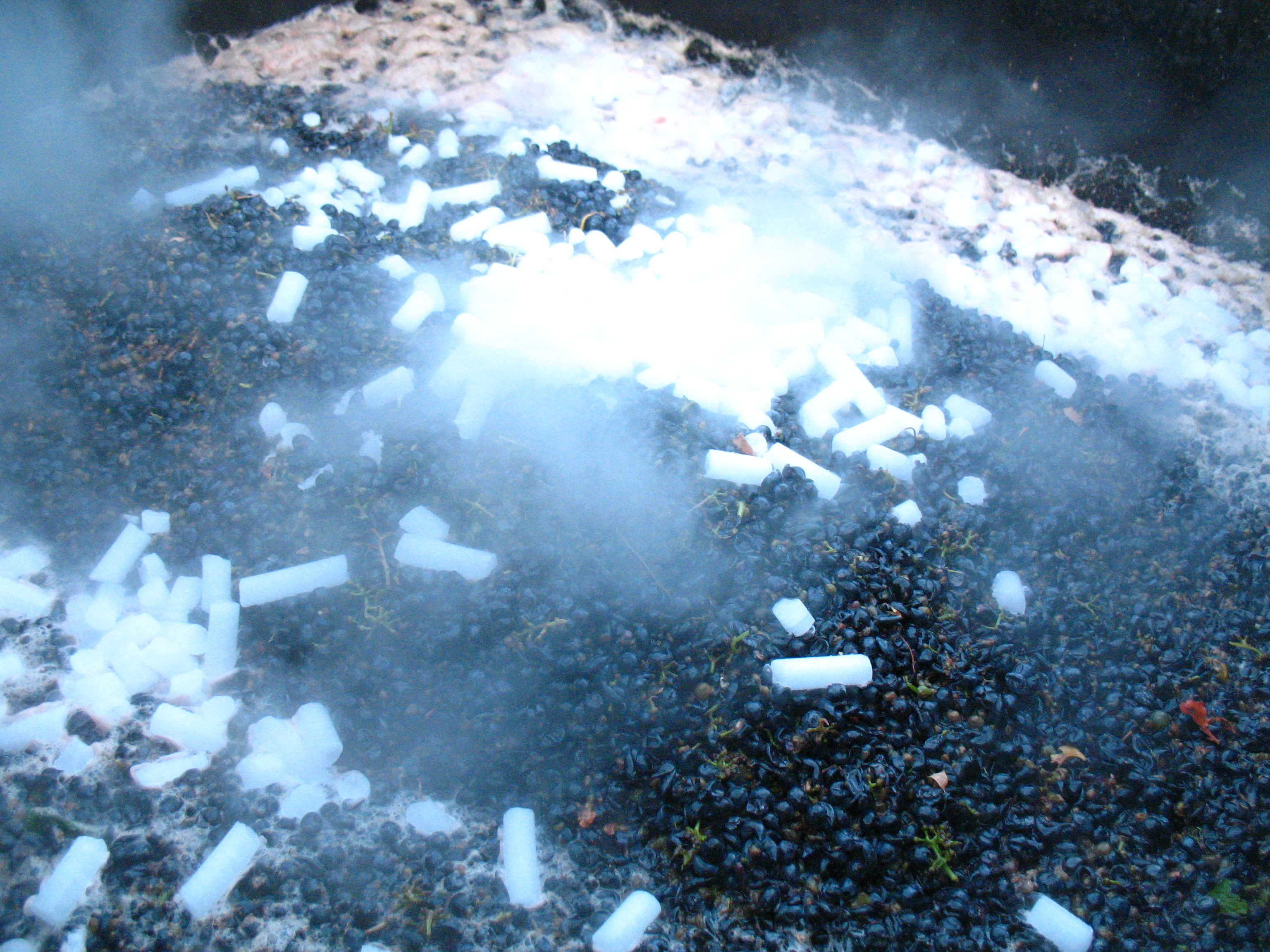
Ghiaccio secco utilizzato per la conservazione dell'uva appena raccolta.

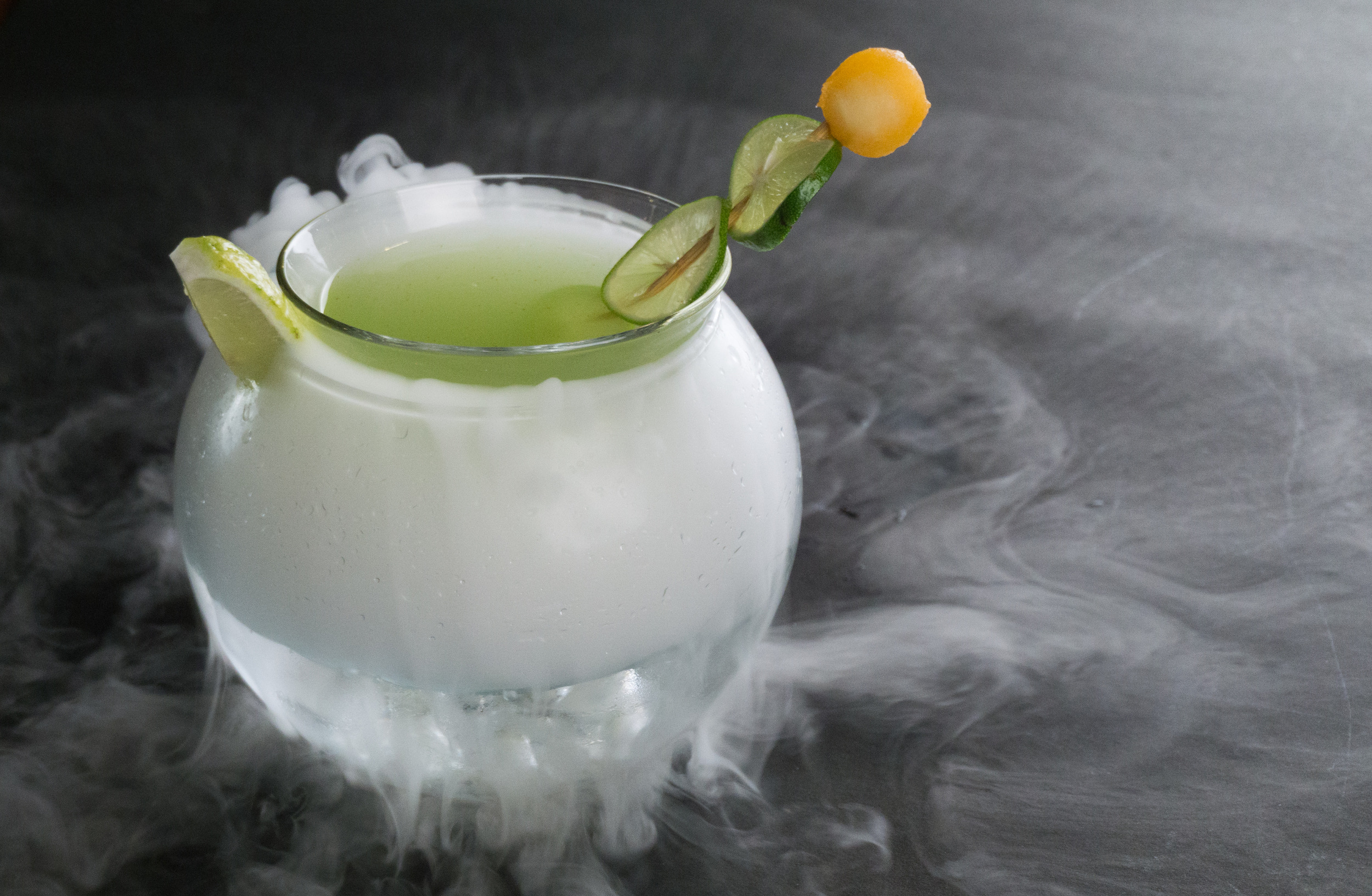
Utilizzo di ghiaccio secco nella preparazione di cocktail

Si usa molto spesso sia in campo medico, dato che è capace di mantenere bassa la temperatura molto a lungo, sia in campo alimentare, per esempio per trasportare cibi da un luogo a un altro. A volte il ghiaccio secco è utilizzato per raffreddare CPU e GPU sottoposte a overclock molto spinti, in quanto i suddetti dispositivi devono essere mantenuti a temperature molto basse.
Oltre a ciò viene utilizzato per effettuare le sabbiature criogeniche: il ghiaccio secco "sparato" a forte velocità contro le superfici da pulire svolge il medesimo scopo della sabbia utilizzata nelle sabbiature tradizionali, con il vantaggio di non lasciare residui di lavorazione se non il materiale asportato.
In carpenteria metallica è sovente utilizzato per restringere grossi perni, viti e bulloni, quando si presentano difficoltà di inserimento nei rispettivi alloggiamenti.
Come tutti i liquidi (e solidi) criogenici, l'evaporazione in locali chiusi o spazi confinati, dato l'esponenziale aumento di volume nel passaggio a fase gas, può diminuire la concentrazione di ossigeno nell'aria fino a causare morte per asfissia.

### Fisica
In fisica è spesso utilizzato negli esperimenti per annullare l'attrito. In particolare il disco funzionante a ghiaccio secco è formato da una base metallica molto liscia su cui si trova un contenitore che contiene biossido di carbonio allo stato solido. Questo sublimando si trasforma in gas che esce da un particolare foro posto opportunamente sotto la base del disco; così tra il disco e il piano di appoggio si crea uno strato di gas in leggera pressione che sostiene il disco ed elimina quasi completamente l'attrito. Se il disco è fermo significa che su di esso agiscono due forze di eguale intensità: la forza peso verso il basso e la spinta verso l'alto esercitata dal gas e poiché queste forze hanno stessa direzione e verso opposto si annullano. Dando una spinta iniziale il disco si muove e sembra non fermarsi mai grazie alla quasi assenza di attrito. Questo fenomeno è simile alla lubrificazione idrodinamica e all'effetto Leidenfrost.
Il ghiaccio secco viene inoltre utilizzato per condurre analisi chimico-fisiche nelle quali è necessario mantenere delle temperature molto basse.
In passato è stato utilizzato sperimentalmente come moderatore nucleare.

### Spettacolo
Nel mondo dello spettacolo è largamente impiegato per produrre a scopo scenografico un vapore inodore, molto simile al fumo, non fastidioso, per esempio nelle discoteche o in teatro: basta mettere un po' di ghiaccio secco dentro l'acqua calda per produrre il fumo. È inoltre impiegato per produrre la pioggia artificiale, lanciando il ghiaccio dentro nubi sovraraffreddate in modo da agire come nucleo di condensazione e provocare la formazione di cristalli di ghiaccio.

### Logistica e trasporti
Utilizzato anche nella logistica dei prodotti surgelati per la loro gestione e il loro trasporto dal punto di deposito al punto vendita. In questi casi i prodotti vengono prelevati dalla cella frigorifera, tipicamente a una temperatura tra −25 e −28 °C in cui sono stoccati massivamente solitamente in pallet, riposti in appositi contenitori isotermici costituiti da polistirene con spessore variabile tra i 30 e i 60 mm all'interno dei quali vengono anche introdotti a strati alterni i pellet di ghiaccio secco con diametro 10 mm o 16 mm o panetti di ghiaccio secco il cui peso va da 0,5 a 2,5 kg. Si dice quindi che il ghiaccio secco viene utilizzato per "evitare di interrompere la catena del freddo".

### Agricoltura
Nel terreno, sotterrato nei campi, attira e imprigiona le zecche, liberando il suolo circostante.

## Sicurezza

Pannello identificativo per il trasporto del ghiaccio secco secondo la normativa ADR.